# فاخلول
فاخلول (ترکی آذربایجانی: Fakhlul) یک منطقهٔ مسکونی در جمهوری آرتساخ است که در استان آسکران و همچنین در حومه شهر استپاناکرت واقع شده است.